# Isabelle Aubret
Isabelle Aubret, nascuda Thérèse Coquerelle (Lilla, 27 de juliol de 1938), és una cantant francesa.
Filla d'una mare emigrant ucraïnesa i pare francès, als catorze anys va entrar a treballar com a cosidora a la fàbrica on el seu pare feia de capatàs, mentre practicava gimnàstica en el seu temps lliure. El 1952 va ser campiona de gimnàstica a França.
També cultivà la seva altra passió, la música, fins que se li va oferir cantar en una emissora de ràdio i més endavant, acompanyada d'una orquestra a Le Havre. El 1962 va guanyar el primer premi a Eurovisió amb la cançó Un premier amour, amb lletra de Rolland Valade i música de Claude-Henri Vic.
El 1968 va tornar al concurs, tornant a representar França, acabant tercera, i cantant «La source» (La primavera) amb música de Daniel Faure i lletra d'Henri Dijan i Guy Bonnet.
Aubret va participar altres anys a les eliminatòries nacionals franceses d'Eurovisió. El seu primer intent va ser l'any 1961 amb la cançó «Le gars de n'importe où». Va ser premiada amb el segon premi. Un altre segon lloc va arribar per a Aubret el 1970 quan es va unir amb Daniel Beretta per a la cançó «Olivier, Olivia». No va tenir tant èxit amb el seu esforç de 1976, «Je te connais déjà», que va acabar sisena de set cançons a la segona semifinal. El seu darrer repte a Eurovisió va ser l'any 1983 amb el patriòtic «França, França», que la va portar al tercer lloc.
Aubret i el compositor francès Michel Colombier van produir la cançó «C'est ainsi que les choses arrivent» per a la pel·lícula de 1972 de Jean-Pierre Melville Un Flic.

## Àlbums discogràfics
- 2006. 2006
- 2006. Un jour mon prince viendra
- 2003. Isabelle Aubret chante Brel
- 2001. Bobino 2001
- 2001. Le paradis des musiciens
- 1999. Patisabelle
- 1997. Changer le monde
- 1995. Elle vous aime
- 1993. C'est beau la vie
- 1993. C'st le bonheur
- 1993. Chante Ferrat - Hourra!
- 1992. Aragon
- 1991. In love (en anglès)
- 1990. Allez, allez la vie
- 1990. Chansonnettes et chansons
- 1992. Coups de coeur